# Jenson Button
Jenson Alexander Lyons Button OBE, (Frome, 19 januari 1980) is een voormalig Brits Formule 1-coureur en de wereldkampioen van 2009. Hij verruilde in 2010 team Brawn GP voor dat van McLaren. Op 6 augustus 2006 behaalde hij zijn eerste Formule 1-overwinning op de Hungaroring in Hongarije tijdens zijn 113e race. Hij won zijn volgende race in 2009, toen hij zes van de eerste zeven races van het seizoen won en daarmee de basis legde voor het latere kampioenschap.

## Persoonlijk
Jenson Button is geboren in Frome, Somerset en behaalde zijn diploma aan het Frome community college. Hij is de zoon van Simone Lyons en voormalig rallycross coureur John Button.

## Carrière

### Karten
Button begon op zevenjarige leeftijd met karten nadat zijn vader zijn eerste kart voor hem had gekocht. Hij maakte een zeer succesvolle start door alle 34 van de races van het British Cadet Kart Championship en het kampioenschap te winnen.
Verder succes volgde waaronder drie overwinningen in het British Open Kart Championship. In 1997 werd hij de jongste winnaar ooit van het European Super A Championship en won hij eveneens de Ayrton Senna Memorial Cup.

### Formule Ford
Op 18-jarige leeftijd deed hij mee aan het Britse Formule Ford kampioenschap met Haywood Racing en won de titel met negen overwinningen.
Aan het einde van 1998 won hij de jaarlijkse McLaren Autosport BRDC Young Driver Award. Zijn prijs bestond onder andere uit een test in een Formule 1 auto van McLaren welke hij aan het eind van het daaropvolgende seizoen uitvoerde.

### Formule 3
Button maakte in 1999 zijn debuut in de Formule 3 met het Promatecme team. Hij won drie races; Thruxton, Pembrey en Silverstone en eindigde het seizoen als beste rookie.
Hij werd derde in het kampioenschap, achter Marc Hynes en Luciano Burti en finishte vijfde in de Marlboro Masters.

### Formule 1

#### 2000: Williams
Aan het einde van 1999 reed Button zijn test voor McLaren op Silverstone en testte hij eveneens voor het team Prost. Er kwam een plek beschikbaar bij Williams F1 nadat Alessandro Zanardi was vertrokken. Teambaas Frank Williams zorgde voor een shoot-out tussen Button en Formule 3000 coureur Bruno Junqueira, Button won.
Hij finishte achtste in het coureurs-kampioenschap van 2000. Tijdens de Grand Prix op Spa-Francorchamps kwalificeerde hij als derde en finishte als 4e. Hij maakte echter een aantal beginnersfouten tijdens het seizoen, waaronder crashen tijdens een safetycar-periode op Monza. Hij werd in de eindstand verslagen door zijn meer ervaren teamgenoot Ralf Schumacher.

#### 2001: Benetton

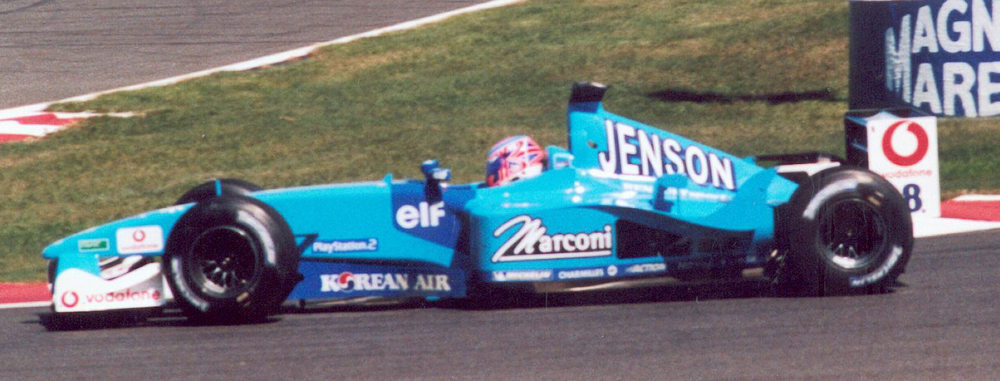
Button in de Benetton van 2001

In 2001 reed Button voor Benetton, dat net was gekocht door Renault, terwijl hij nog onder contract stond bij Williams. Hij beleefde een zeer slecht seizoen, enerzijds dankzij zijn slechte prestaties, anderzijds dankzij de onontwikkelde auto. Het hoogtepunt van het seizoen was een vijfde plaats tijdens de Grand Prix van Duitsland. Hij eindigde het seizoen op een teleurstellende zeventiende plaats in het kampioenschap.

#### 2002: Renault
In 2002 werd Benetton hernoemd tot Renault F1. Hoewel de ervaren Jarno Trulli hem in de kwalificatie regelmatig de baas was slaagde hij er soms in hem in de race te verslaan. Hij miste met klein verschil de derde plaats tijdens de Grand Prix van Maleisië omdat hij in de laatste ronde werd ingehaald door Michael Schumacher. In Brazilië werd hij eveneens vierde en hij eindigde zevende in het kampioenschap.

#### 2003-2005: BAR

##### 2003
Nadat hij was vervangen bij Renault sloot hij een contract bij BAR-Honda als teamgenoot van voormalig wereldkampioen Jacques Villeneuve. Terwijl het seizoen vorderde streefde hij de Canadees voorbij in de kwalificatie en had hij meer geluk tijdens de races. Zijn beste resultaat was de vierde plek tijdens de Grand Prix van Oostenrijk. Hij crashte echter zwaar tijdens de zaterdag van de Grand Prix van Monaco waardoor hij de race en de daaropvolgende testsessie moest missen. Aan het einde van het seizoen ging het weer beter en leidde hij voor het eerst een race tijdens de Grand Prix van Indianapolis totdat hij door Michael Schumacher werd gepasseerd in bocht 1 en daarna zijn Honda-motor opblies. Hij finishte negende in het kampioenschap met zeventien punten.

##### 2004

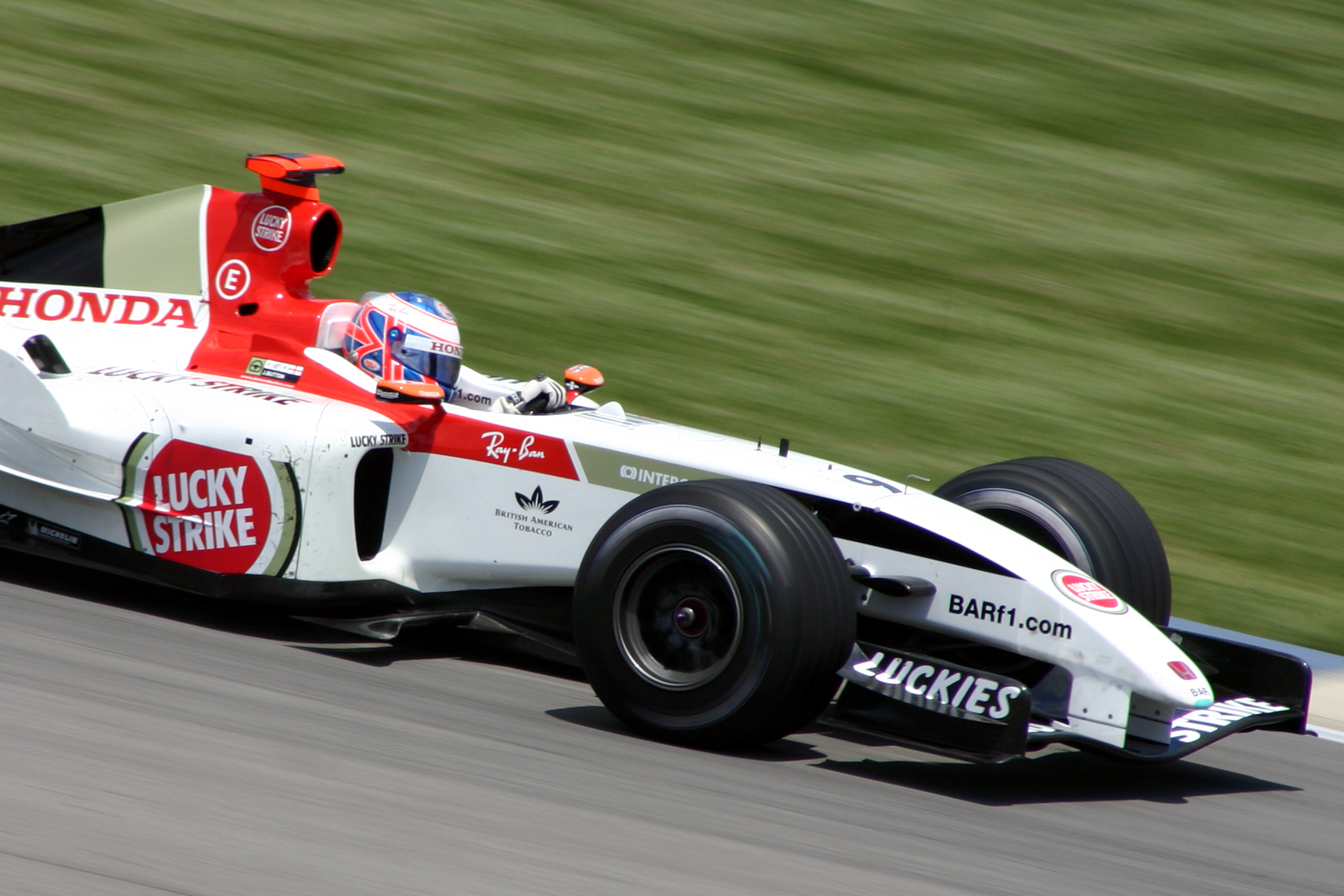
Button in de BAR van 2004

In 2004 maakten Button en BAR-Honda grote sprongen vooruit en werd het team tweede in het constructeurs kampioenschap. Button stond voor het eerst op het podium met een derde plek tijdens de Grand Prix van Maleisië. Hij mocht dat seizoen nog negenmaal de gang naar het podium maken.
Buttons eerste poleposition werd tijdens de Grand Prix van San Marino behaald waarin hij uiteindelijk tweede werd. Hij eindigde het seizoen als derde, achter de twee dominante Ferrari's. Hij haalde een totaal van 85 punten.

##### 2005
Ondanks zijn succes met BAR onthulde Button op 5 augustus 2004 dat hij voor twee jaar had getekend bij het team van Frank Williams. Dit zorgde voor een controversieel dispuut tussen de twee teams. De baas van BAR, David Richards, vocht het vertrek van zijn coureur met succes aan bij de FIA en Button reed 2005 voor BAR.
Hij kende een slechte start van het seizoen en werd gediskwalificeerd tijdens de Grand Prix van San Marino. In Montreal behaalde hij zijn tweede poleposition van zijn carrière. Hij crashte echter tijdens de race terwijl hij op de derde positie lag. Hoewel het naar het einde van het seizoen iets beter ging behaalde hij niet de successen die hij in 2004 had gekend.
Aan het einde van 2005 kwamen er opnieuw contractuele problemen toen Button niet meer naar Williams wilde overstappen ondanks het feit dat hij voor 2006 voor hen had getekend. Nadat BMW zicht had teruggetrokken als motorleverancier voor Williams was hij van mening dat hun kansen waren afgenomen. Op 21 september 2005 bevestigde BAR dat Button in 2006 voor hen zou rijden. Williams was uitgekocht voor een bedrag van 30 miljoen dollar. Hij zou in 2006 gezelschap krijgen van ex-Ferrari coureur Rubens Barrichello.

#### 2006-2008: Honda

##### 2006
Aan het begin van het seizoen van 2006 nam Honda het team volledig over en ging verder onder de naam Honda F1.
Het seizoen van 2006 kende hoogte- en dieptepunten. Hij reed een zeer slechte race in Engeland maar won zijn eerste Grand Prix in Hongarije.
Tijdens de 113e Grand Prix van zijn carrière slaagde hij erin om zijn eerste overwinning binnen te slepen. Hij startte vanaf de veertiende positie vanwege het wisselen van een motor. Er viel veel regen tijdens de race en in de chaos wist hij zich in de tiende ronde naar de vierde positie te knokken. Toen Kimi Räikkönen, Fernando Alonso uitvielen reed hij door en won hij met veertig seconden voorsprong op Pedro de la Rosa.

##### 2007
De teamsamenstelling bleef ongewijzigd in 2007. Button miste de wintertests vanwege twee haarscheurtjes in zijn ribben opgelopen tijdens een kart-incident. Het seizoen verliep desastreus en de auto was niet in staat om bij de top in de buurt te komen. Tegen het einde van het seizoen waren er enkele oplevingen, vooral tijdens regensituaties.

##### 2008
In 2008 bleef Button bij Honda en was zijn teamgenoot nog altijd Rubens Barrichello. Hij slaagde er alleen tijdens de Grand Prix van Spanje in om punten te scoren (6e plaats).
Op 5 december 2008 maakte Honda bekend uit de Formule 1 te stappen vanwege de wereldwijde kredietcrisis. Button was voor een stoeltje in 2009 afhankelijk van het feit of het team een koper kon vinden.

#### 2009: Brawn GP

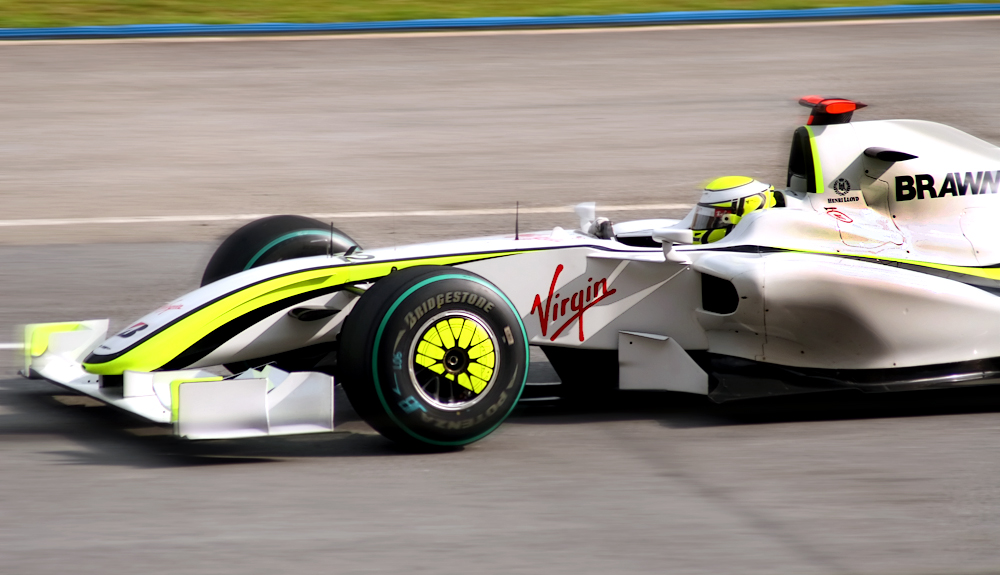
Button in de auto van Brawn GP

Op 5 maart 2009 werd bekendgemaakt dat het voormalige Honda team zou worden omgedoopt tot Brawn GP nadat Ross Brawn, de teamchef van Honda Racing, Honda had gekocht. Brawn GP ging rijden met motoren van Mercedes. Button en Barrichello werden bevestigd als coureurs voor 2009. Button veroverde de poleposition tijdens de Grand Prix van Australië met teamgenoot Barrichello op de tweede plaats. Hij heeft de leiding tijdens de race niet meer afgestaan en scoorde samen met Barrichello een 1-2 voor het team. Dit gebeurde voor het eerst sinds 1954 tijdens de debuutrace van een team. Een week later in Maleisië won hij opnieuw nadat de race was stilgelegd vanwege zware regen. In deze race scoorde Button zijn eerste hattrick (poleposition, snelste ronde en winst). Hij werd derde tijdens de derde race in China en won de vierde in Bahrein. Op 18 oktober 2009 werd Jenson Button wereldkampioen met een vijfde plaats tijdens de Grand Prix van Brazilië.

#### 2010-2017: McLaren

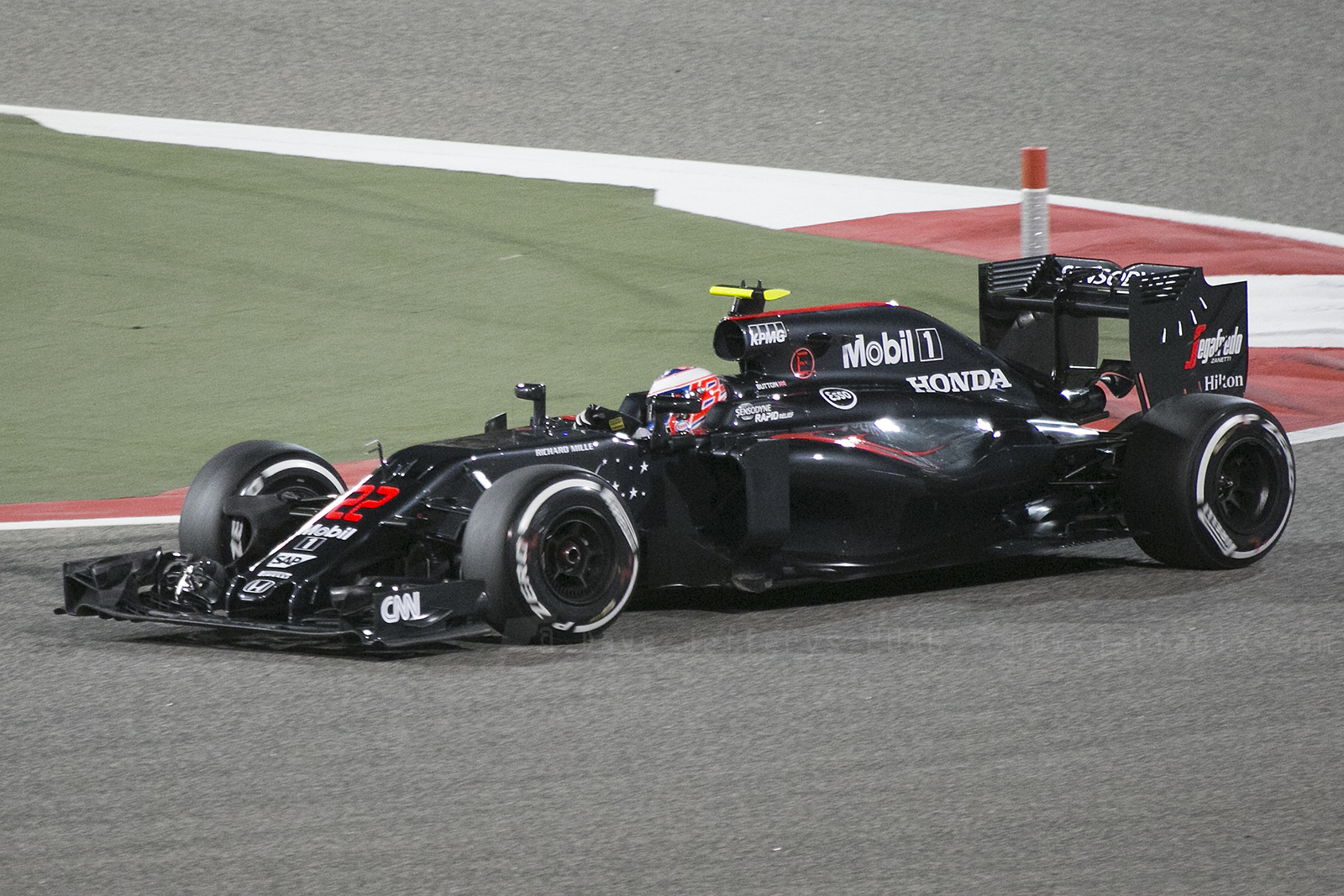
Button in actie in de McLaren, Bahrein 2016

Van 2010 tot en met 2016 reed Button voor McLaren. Hij was hier van 2010 tot 2012 teamgenoot van Lewis Hamilton. Vanwege zijn kampioenschapswinst in 2009 komt Button uit met startnummer 1. Aan het begin van het seizoen waren de verwachtingen over Button niet al te hoog, men dacht dat Hamilton de betere van de McLaren-coureurs zou zijn. Tijdens de eerste race in Bahrein bleek dat ook, Hamilton werd derde en Button finishte als zevende. Maar Button zorgde voor een enorme verrassing door de deels verregende race in Australië sensationeel te winnen, en zo op te klimmen naar de derde positie in het kampioenschap, nog voor teamgenoot Hamilton. Hij wist de rest van het seizoen nog 6 keer op het podium te eindigen, mede dankzij een overwinning tijdens de Grand Prix van China en werd uiteindelijk vijfde in het kampioenschap.
Tijdens het raceweekend in Italië in 2016 maakte Button bekend dat hij aan het eind van dat seizoen een stap terug doet bij McLaren, en in 2017 en 2018 de rol van ambassadeur op zich zal nemen. Hij wordt vervangen door Stoffel Vandoorne, maar blijft nog wel beschikbaar als reservecoureur.
Als reserverijder verving hij in 2017 Fernando Alonso tijdens de Grand Prix van Monaco, die deze race oversloeg om deel te kunnen nemen aan de Indianapolis 500.

#### 2021: Williams
Ruim twintig jaar nadat hij als coureur bij Williams tekende, keert Jenson terug bij het Britse team. Ditmaal niet achter het stuur, maar als senior-adviseur. Als zodanig zal hij Williams van advies voorzien en ondersteuning geven bij het ontwikkelen van de (junior)-coureurs.

## Formule 1-carrière
| Jaar/jaren    | Team       |
| ------------- | ---------- |
| 2000          | Williams   |
| 2001          | Benetton   |
| 2002          | Renault F1 |
| 2003 t/m 2005 | BAR        |
| 2006 t/m 2008 | Honda F1   |
| 2009          | Brawn GP   |
| 2010 t/m 2017 | McLaren    |

|                       | 2000 | 2001 | 2002 | 2003 | 2004 | 2005 | 2006 | 2007 | 2008 | 2009 | 2010 | 2011 | 2012 | 2013 | 2014 | 2015 | 2016 | 2017 | Totaal |
| --------------------- | ---- | ---- | ---- | ---- | ---- | ---- | ---- | ---- | ---- | ---- | ---- | ---- | ---- | ---- | ---- | ---- | ---- | ---- | ------ |
| Aantal races          | 17   | 17   | 17   | 15   | 18   | 16   | 18   | 17   | 18   | 17   | 19   | 19   | 20   | 19   | 19   | 19   | 21   | 1    | 306    |
| Aantal zeges          | 0    | 0    | 0    | 0    | 0    | 0    | 1    | 0    | 0    | 6    | 2    | 3    | 3    | 0    | 0    | 0    | 0    | 0    | 15     |
| Aantal polepositions  | 0    | 0    | 0    | 0    | 1    | 1    | 1    | 0    | 0    | 4    | 0    | 0    | 1    | 0    | 0    | 0    | 0    | 0    | 8      |
| Aantal snelste rondes | 0    | 0    | 0    | 0    | 0    | 0    | 0    | 0    | 0    | 2    | 1    | 3    | 2    | 0    | 0    | 0    | 0    | 0    | 8      |
| Aantal podiumplaatsen | 0    | 0    | 0    | 0    | 10   | 2    | 3    | 0    | 0    | 9    | 7    | 12   | 5    | 0    | 1    | 0    | 0    | 0    | 50     |
| Aantal WK-punten      | 12   | 2    | 14   | 17   | 85   | 37   | 56   | 6    | 3    | 95   | 214  | 270  | 188  | 73   | 126  | 16   | 21   | 0    | 1235   |
| Positie WK            | 8    | 17   | 7    | 9    | 3    | 9    | 6    | 15   | 18   | 1    | 5    | 2    | 5    | 9    | 8    | 16   | 15   | -    |        |

### Formule 1-resultaten
| Resultaat                     |
| ----------------------------- |
| Winnaar                       |
| Tweede plaats                 |
| Derde plaats                  |
| Gefinisht (punten)            |
| Gefinisht (geen punten)       |
| Niet geklasseerd (NC)         |
| Uitgevallen (DNF)             |
| Niet gekwalificeerd (DNQ)     |
| Gediskwalificeerd (DSQ)       |
| Niet gestart (DNS)            |
| Gewond (INJ)                  |
| Uitgesloten (EX)              |
| Teruggetrokken (WD)           |
| Niet deelgenomen (blanco cel) |
| vetgedrukt (pole position)    |
| cursief (snelste ronde)       |

| Seizoen | Inschrijving                      | Chassis        | Motor                         | 1       | 2       | 3       | 4       | 5       | 6       | 7       | 8        | 9       | 10      | 11      | 12      | 13      | 14      | 15      | 16      | 17      | 18      | 19     | 20     | 21      | Pos | Punten |
| ------- | --------------------------------- | -------------- | ----------------------------- | ------- | ------- | ------- | ------- | ------- | ------- | ------- | -------- | ------- | ------- | ------- | ------- | ------- | ------- | ------- | ------- | ------- | ------- | ------ | ------ | ------- | --- | ------ |
| 2000    | BMW WilliamsF1 Team               | Williams FW22  | BMW E41 3.0 V10               | AUS DNF | BRA 6   | SMR DNF | GBR 5   | SPA 17  | EUR 10  | MON DNF | CAN 11   | FRA 8   | OOS 5   | DUI 4   | HON 9   | BEL 5   | ITA DNF | VST DNF | JPN 5   | MAL DNF |         |        |        |         | 8   | 12     |
| 2001    | Mild Seven Benetton Renault       | Benetton B201  | Renault RS21 3.0 V10          | AUS DNF | MAL 11  | BRA 10  | SMR 12  | SPA 15  | OOS DNF | MON 7   | CAN DNF  | EUR 13  | FRA 16  | GBR 15  | DUI 5   | HON DNF | BEL DNF | ITA DNF | VST 9   | JPN 7   |         |        |        |         | 17  | 2      |
| 2002    | Mild Seven Renault F1 Team        | Renault R202   | Renault RS22 3.0 V10          | AUS DNF | MAL 4   | BRA 4   | SMR 5   | SPA 12  | OOS 7   | MON DNF | CAN 15   | EUR 5   | GBR 12  | FRA 6   | DUI DNF | HON DNF | BEL DNF | ITA 5   | VST 8   | JPN 6   |         |        |        |         | 7   | 14     |
| 2003    | Lucky Strike BAR Honda            | BAR 005        | Honda RA003E 3.0 V10          | AUS 10  | MAL 7   | BRA DNF | SMR 8   | SPA 9   | OOS 4   | MON DNS | CAN DNF  | EUR 7   | FRA DNF | GBR 8   | DUI 8   | HON 10  | ITA DNF | VST DNF | JPN 4   |         |         |        |        |         | 9   | 17     |
| 2004    | Lucky Strike BAR Honda            | BAR 006        | Honda RA004E 3.0 V10          | AUS 6   | MAL 3   | BHR 3   | SMR 2P  | SPA 8   | MON 2   | EUR 3   | CAN 3    | VST DNF | FRA 5   | GBR 4   | DUI 2   | HON 5   | BEL DNF | ITA 3   | CHN 2   | JPN 3   | BRA DNF |        |        |         | 3   | 85     |
| 2005    | Lucky Strike BAR Honda            | BAR 007        | Honda RA005E 3.0 V10          | AUS 11  | MAL DNF | BHR DNF | SMR DSQ | SPA EX  | MON EX  | EUR 10  | CAN DNFP | VST DNS | FRA 4   | GBR 5   | DUI 3   | HON 5   | TUR 5   | ITA 8   | BEL 3   | BRA 7   | JPN 5   | CHN 8  |        |         | 9   | 37     |
| 2006    | Lucky Strike Honda Racing F1 Team | Honda RA106    | Honda RA806E 2.4 V8           | BHR 4   | MAL 3   | AUS 10P | SMR 7   | EUR DNF | SPA 6   | MON 11  | GBR DNF  | CAN 9   | VST DNF | FRA DNF | DUI 4   | HON 1   | TUR 4   | ITA 5   | CHN 4   | JPN 4   | BRA 3   |        |        |         | 6   | 56     |
| 2007    | Honda Racing F1 Team              | Honda RA107    | Honda RA807E 2.4 V8           | AUS 15  | MAL 12  | BHR DNF | SPA 12  | MON 11  | CAN DNF | VST 12  | FRA 8    | GBR 10  | EUR DNF | HON DNF | TUR 13  | ITA 8   | BEL DNF | JPN 11  | CHN 5   | BRA DNF |         |        |        |         | 15  | 6      |
| 2008    | Honda Racing F1 Team              | Honda RA108    | Honda RA808E 2.4 V8           | AUS DNF | MAL 10  | BHR DNF | SPA 6   | TUR 11  | MON 11  | CAN 11  | FRA DNF  | GBR DNF | DUI 17  | HON 12  | EUR 13  | BEL 15  | ITA 15  | SIN 9   | JPN 14  | CHN 16  | BRA 13  |        |        |         | 18  | 3      |
| 2009    | Brawn GP F1 Team                  | Brawn BGP 001  | Mercedes FO108W 2.4 V8        | AUS 1P  | MAL 1‡P | CHN 3   | BHR 1   | SPA 1P  | MON 1P  | TUR 1   | GBR 6    | DUI 5   | HON 7   | EUR 7   | BEL DNF | ITA 2   | SIN 5   | JPN 8   | BRA 5   | ABU 3   |         |        |        |         | 1   | 95     |
| 2010    | Vodafone McLaren Mercedes         | McLaren MP4-25 | Mercedes FO 108X 2.4 V8       | BHR 7   | AUS 1   | MAL 8   | CHN 1   | SPA 5   | MON DNF | TUR 2   | CAN 2    | EUR 3   | GBR 4   | DUI 5   | HON 8   | BEL DNF | ITA 2   | SIN 4   | JPN 4   | KOR 12  | BRA 5   | ABU 3  |        |         | 5   | 214    |
| 2011    | Vodafone McLaren Mercedes         | McLaren MP4-26 | Mercedes FO 108Y 2.4 V8       | AUS 6   | MAL 2   | CHN 4   | TUR 6   | SPA 3   | MON 3   | CAN 1   | EUR 6    | GBR DNF | DUI DNF | HON 1   | BEL 3   | ITA 2   | SIN 2   | JPN 1   | KOR 4   | IND 2   | ABU 3   | BRA 3  |        |         | 2   | 270    |
| 2012    | Vodafone McLaren Mercedes         | McLaren MP4-27 | Mercedes FO 108Z 2.4 V8       | AUS 1   | MAL 14  | CHN 2   | BHR 18  | SPA 9   | MON 16  | CAN 16  | EUR 8    | GBR 10  | DUI 2   | HON 6   | BEL 1P  | ITA DNF | SIN 2   | JPN 4   | KOR DNF | IND 5   | ABU 4   | VST 5  | BRA 1  |         | 5   | 188    |
| 2013    | Vodafone McLaren Mercedes         | McLaren MP4-28 | Mercedes FO 108Z 2.4 V8       | AUS 9   | MAL 17  | CHN 5   | BHR 10  | SPA 8   | MON 6   | CAN 12  | GBR 13   | DUI 6   | HON 7   | BEL 6   | ITA 10  | SIN 7   | KOR 8   | JPN 9   | IND 14  | ABU 12  | VST 10  | BRA 4  |        |         | 9   | 73     |
| 2014    | McLaren Mercedes                  | McLaren MP4-29 | Mercedes PU106A Hybrid 1.6 V6 | AUS 3   | MAL 6   | BHR 17  | CHN 11  | SPA 11  | MON 6   | CAN 4   | OOS 11   | GBR 4   | DUI 8   | HON 10  | BEL 6   | ITA 8   | SIN DNF | JPN 5   | RUS 4   | VST 12  | BRA 4   | ABU 5  |        |         | 8   | 126    |
| 2015    | McLaren Honda                     | McLaren MP4-30 | Honda RA615H Hybrid V6        | AUS 11  | MAL DNF | CHN 14  | BHR DNS | SPA 16  | MON 8   | CAN DNF | OOS DNF  | GBR DNF | HON 9   | BEL 14  | ITA 14  | SIN DNF | JPN 16  | RUS 9   | VST 6   | MEX 14  | BRA 14  | ABU 12 |        |         | 16  | 16     |
| 2016    | McLaren Honda F1 Team             | McLaren MP4-31 | Honda RA616H V6               | AUS 14  | BHR DNF | CHN 13  | RUS 10  | SPA 9   | MON 9   | CAN DNF | EUR 11   | OOS 6   | GBR 12  | HON DNF | DUI 8   | BEL DNF | ITA 12  | SIN DNF | MAL 9   | JPN 18  | VST 9   | MEX 12 | BRA 16 | ABU DNF | 15  | 21     |
| 2017    | McLaren Honda Formula 1 Team      | McLaren MCL32  | Honda RA617H V6               | AUS     | CHN     | BHR     | RUS     | SPA     | MON DNF | CAN     | AZE      | OOS     | GBR     | HON     | BEL     | ITA     | SIN     | MAL     | JPN     | VST     | MEX     | BRA    | ABU    |         | -   | 0      |

‡ Halve punten zijn toegekend omdat minder dan 75% van de raceafstand was gereden.

### Overwinningen
| #  | Race # | Datum       | Seizoen | Grand Prix       | Circuit                            | Grid | Verschil | Constructeur | Motor    | Banden | Chassis |
| -- | ------ | ----------- | ------- | ---------------- | ---------------------------------- | ---- | -------- | ------------ | -------- | ------ | ------- |
| 1  | 117    | 6 augustus  | 2006    | GP van Hongarije | Hungaroring                        | 4    | 0:30.837 | Honda F1     | Honda    | M      | RA106   |
| 2  | 159    | 29 maart    | 2009    | GP van Australië | Albert Park Street Circuit         | 1    | 0:00.807 | Brawn GP     | Mercedes | B      | BGP001  |
| 3  | 160    | 5 april     | 2009    | Maleisië         | Sepang International Circuit       | 1    | 0:22.722 | Brawn GP     | Mercedes | B      | BGP001  |
| 4  | 162    | 26 april    | 2009    | GP van Bahrein   | Bahrain International Circuit      | 4    | 0:07.187 | Brawn GP     | Mercedes | B      | BGP001  |
| 5  | 163    | 10 mei      | 2009    | GP van Spanje    | Circuit de Barcelona-Catalunya     | 1    | 0:13.056 | Brawn GP     | Mercedes | B      | BGP001  |
| 6  | 164    | 24 mei      | 2009    | GP van Monaco    | Circuit de Monaco                  | 1    | 0:07.666 | Brawn GP     | Mercedes | B      | BGP001  |
| 7  | 165    | 7 juni      | 2009    | GP van Turkije   | Istanbul Park                      | 2    | 0:06.714 | Brawn GP     | Mercedes | B      | BGP001  |
| 8  | 177    | 28 maart    | 2010    | GP van Australië | Albert Park Street Circuit         | 4    | 0:12.034 | McLaren      | Mercedes | B      | MP4-25  |
| 9  | 179    | 18 april    | 2010    | GP van China     | Shanghai International Circuit     | 5    | 0:01.530 | McLaren      | Mercedes | B      | MP4-25  |
| 10 | 201    | 12 juni     | 2011    | GP van Canada    | Circuit Gilles Villeneuve          | 7    | 0:02.709 | McLaren      | Mercedes | P      | MP4-26  |
| 11 | 205    | 31 juli     | 2011    | GP van Hongarije | Hungaroring                        | 3    | 0:03.588 | McLaren      | Mercedes | P      | MP4-26  |
| 12 | 209    | 9 oktober   | 2011    | GP van Japan     | Suzuka International Racing Course | 2    | 0:01.160 | McLaren      | Mercedes | P      | MP4-26  |
| 13 | 214    | 18 maart    | 2012    | GP van Australië | Albert Park Street Circuit         | 2    | 0:02.139 | McLaren      | Mercedes | P      | MP4-27  |
| 14 | 225    | 2 september | 2012    | GP van België    | Circuit de Spa-Francorchamps       | 1    | 0:13.624 | McLaren      | Mercedes | P      | MP4-27  |
| 15 | 233    | 25 november | 2012    | GP van Brazilië  | Autódromo José Carlos Pace         | 2    | 0:02.734 | McLaren      | Mercedes | P      | MP4-27  |

Legenda:
- # – Overwinningsnummer; voorbeeld, "1" staat voor Buttons eerste Grand Prix-overwinning.
- Race – Racenummer; voorbeeld, "1" staat voor de eerste race waar Button aan heeft deelgenomen
- Grid – De startpositie op de grid waar Button de race begon.
- Verschil – Verschil met de tweede plaats, in minuten:seconden.milliseconden
- Wereldkampioen■ Wereldkampioenschap gewonnen

- 1950 G. Farina
- 1951 J. M. Fangio
- 1952 A. Ascari
- 1953 A. Ascari
- 1954 J. M. Fangio
- 1955 J. M. Fangio
- 1956 J. M. Fangio
- 1957 J. M. Fangio
- 1958 M. Hawthorn
- 1959 J. Brabham
- 1960 J. Brabham
- 1961 P. Hill
- 1962 G. Hill
- 1963 J. Clark
- 1964 J. Surtees
- 1965 J. Clark
- 1966 J. Brabham
- 1967 D. Hulme
- 1968 G. Hill
- 1969 J. Stewart
- 1970 J. Rindt
- 1971 J. Stewart
- 1972 E. Fittipaldi
- 1973 J. Stewart
- 1974 E. Fittipaldi
- 1975 N. Lauda
- 1976 J. Hunt
- 1977 N. Lauda
- 1978 M. Andretti
- 1979 J. Scheckter
- 1980 A. Jones
- 1981 N. Piquet
- 1982 K. Rosberg
- 1983 N. Piquet
- 1984 N. Lauda
- 1985 A. Prost
- 1986 A. Prost
- 1987 N. Piquet
- 1988 A. Senna
- 1989 A. Prost
- 1990 A. Senna
- 1991 A. Senna
- 1992 N. Mansell
- 1993 A. Prost
- 1994 M. Schumacher
- 1995 M. Schumacher
- 1996 D. Hill
- 1997 J. Villeneuve
- 1998 M. Häkkinen
- 1999 M. Häkkinen
- 2000 M. Schumacher
- 2001 M. Schumacher
- 2002 M. Schumacher
- 2003 M. Schumacher
- 2004 M. Schumacher
- 2005 F. Alonso
- 2006 F. Alonso
- 2007 K. Räikkönen
- 2008 L. Hamilton
- 2009 J. Button
- 2010 S. Vettel
- 2011 S. Vettel
- 2012 S. Vettel
- 2013 S. Vettel
- 2014 L. Hamilton
- 2015 L. Hamilton
- 2016 N. Rosberg
- 2017 L. Hamilton
- 2018 L. Hamilton
- 2019 L. Hamilton
- 2020 L. Hamilton
- 2021 M. Verstappen
- 2022 M. Verstappen
- 2023 M. Verstappen
- 2024 M. Verstappen